# Super Daisenryaku
Super Daisenryaku (スーパー大戦略) est un jeu vidéo de stratégie au tour par tour sorti en 1989 sur Mega Drive, puis sur PC-Engine CD l'année suivante. Le jeu a été développé et édité par Sega. Il fait partie de la série des Daisenryaku et est sorti uniquement au Japon.